# Molophilus (Molophilus) fergusonianus
Molophilus (Molophilus) fergusonianus is een tweevleugelige uit de familie steltmuggen (Limoniidae). De soort komt voor in het Australaziatisch gebied.